# Renault 18
Der Renault 18 – kurz R18 – ist ein Pkw-Modell des Herstellers Renault, das von Frühjahr 1978 bis Anfang 1986 hergestellt wurde.

## Geschichte
Ähnlichkeiten des Renault 18 zum kurz zuvor herausgebrachten Peugeot 305 im Äußeren und die Fahrleistungen betreffend gehen nicht etwa auf eine Kooperation der beiden Hersteller zurück, denn der R18 war der direkte Nachfolger des Renault 12 und gleicht diesem mit Frontmotor längs vor der Doppelquerlenker-Vorderachse, Frontantrieb und der starren Hinterachse. 
Zum Verkaufsstart der Limousine im September 1978 waren zwei Ausstattungsvarianten erhältlich, beide mit zwei verschiedenen Ottomotoren mit entweder 1,4-Liter und 47 kW (64 PS) oder 1,6-Liter mit 58 kW (79 PS), ab 1982 mit 54 kW (73 PS). Der 1,4-Liter-Motor wurde bereits im R12 verwendet und hatte noch OHV-Ventilsteuerung. Für den R18 wurde er mit einem neuen Leichtmetall-Zylinderkopf und geänderter Ansaug- und Abgasanlage versehen. Ganz anders konstruiert war der 1,6-Liter-Motor aus Leichtmetall mit OHC-Ventilsteuerung, der vom R16 übernommen wurde. Anders als beim Peugeot 305 war der Motor auch im R18 weiterhin längs eingebaut. Dies gestattete es Renault, gleich zu Serienbeginn unterschiedliche Getriebe (4-Gang, 5-Gang, 3-Gang-Automatik) aus dem bisherigen Typenprogramm im R18 anzubieten.
Der in Deutschland zunächst „Variable“ und in Frankreich „Break“ genannte fünftürige Kombi kam nach der Vorstellung auf dem Genfer Auto-Salon im April 1979 auf den Markt. Gefertigt wurde der R18 im Werk in Flins westlich von Paris. Technische Abweichungen von der Limousine betrafen die Achsübersetzung, das Tankvolumen (57 statt 53 Liter) und die Größe der hinteren Trommelbremsen (229 statt 180 mm Durchmesser). Nach Umklappen der Sitzbank ergab sich ein Laderaum von 1560 Litern. Die Nutzlast des Kombis betrug 450 kg.
Die Versionen TL und TS hatten die gleiche (Grund)ausstattung jedoch unterschiedliche Motoren. Die Versionen GTL und GTS enthielten Ausstattungsmerkmale wie Zentraltürverriegelung, elektrische Fensterheber und Scheinwerfer-Wischwaschanlage, und auch hier gaben L oder S Auskunft über das eingebaute Motorenmodell.
Ab Herbst 1980 stand ein Dieselmotor zur Verfügung. Er wurde vom 2,0-l-Ottomotor des Renault 20 abgeleitet, hatte dessen Merkmale wie Zylinderblock und Zylinderkopf aus Leichtmetall, OHC-Ventilsteuerung, Zahnriemen und war im R20 schon seit 1979 erfolgreich erprobt worden. Seine fortschrittliche Konstruktion drückte sich auch darin aus, dass er lediglich 31 kg schwerer als der 2,0-l-Ottomotor war. Beide Motoren werden als Douvrin-Motor bezeichnet. Der Dieselmotor hatte 2068 cm³ Hubraum und brachte es auf  49 kW (67 PS). Sowohl bei R18 als auch R20 und dem Fuego waren die Dieselmodelle mit einer geänderten Vorderachse mit negativem Lenkrollradius ausgestattet, der wiederum die Verwendung einer Zweikreisbremse in X-Aufteilung zuließ. Wie schon beim Fiat Panda gab es zudem einteilige Radlager, was unter anderem das Auswechseln der Bremsscheibe erleichterte. Dem größeren Gewicht des Motors wurde mit einer Servolenkung Rechnung getragen, die abhängig von der Ausstattung optional (TD) oder serienmäßig war (GTD). Der Kraftstoffverbrauch im ECE-Stadtzyklus von 7,4 l/100 km war seinerzeit auch die einen Diesel-Pkw ein ausgesprochen niedriger Wert.
Im Herbst 1980 wurde zudem ein 1,6-Liter-Ottomotor mit Turbolader eingeführt, der anfangs 80 kW (109 PS) und ab Herbst 1982 dann 92 kW (125 PS) leistete.
Im Frühjahr 1982 wurde der Break bzw. Variable in Combi umbenannt.
Ab Herbst 1983 war der Renault 18 Combi 4×4 mit einem von Steyr-Daimler-Puch entwickelten Allradantrieb erhältlich. Gleichzeitig erhielt die gesamte Baureihe breitere Stoßfänger.

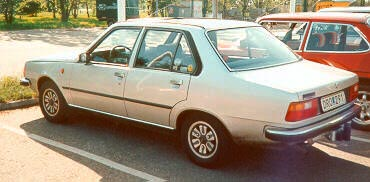
Heckansicht
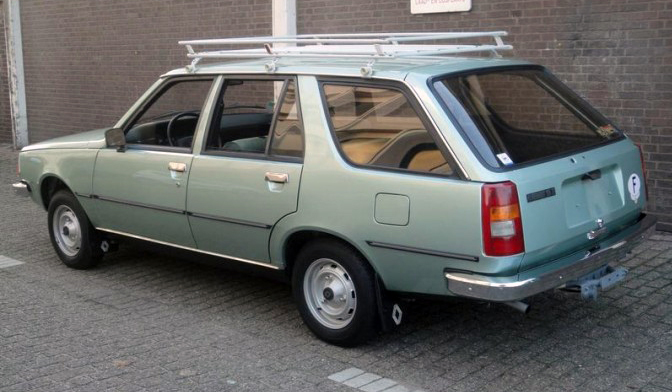
Renault 18 Break (1979–1984)
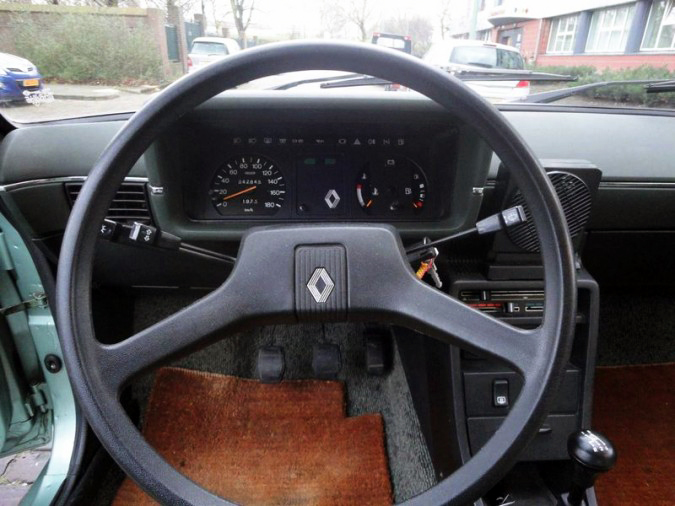
Lenkrad und Kombiinstrument
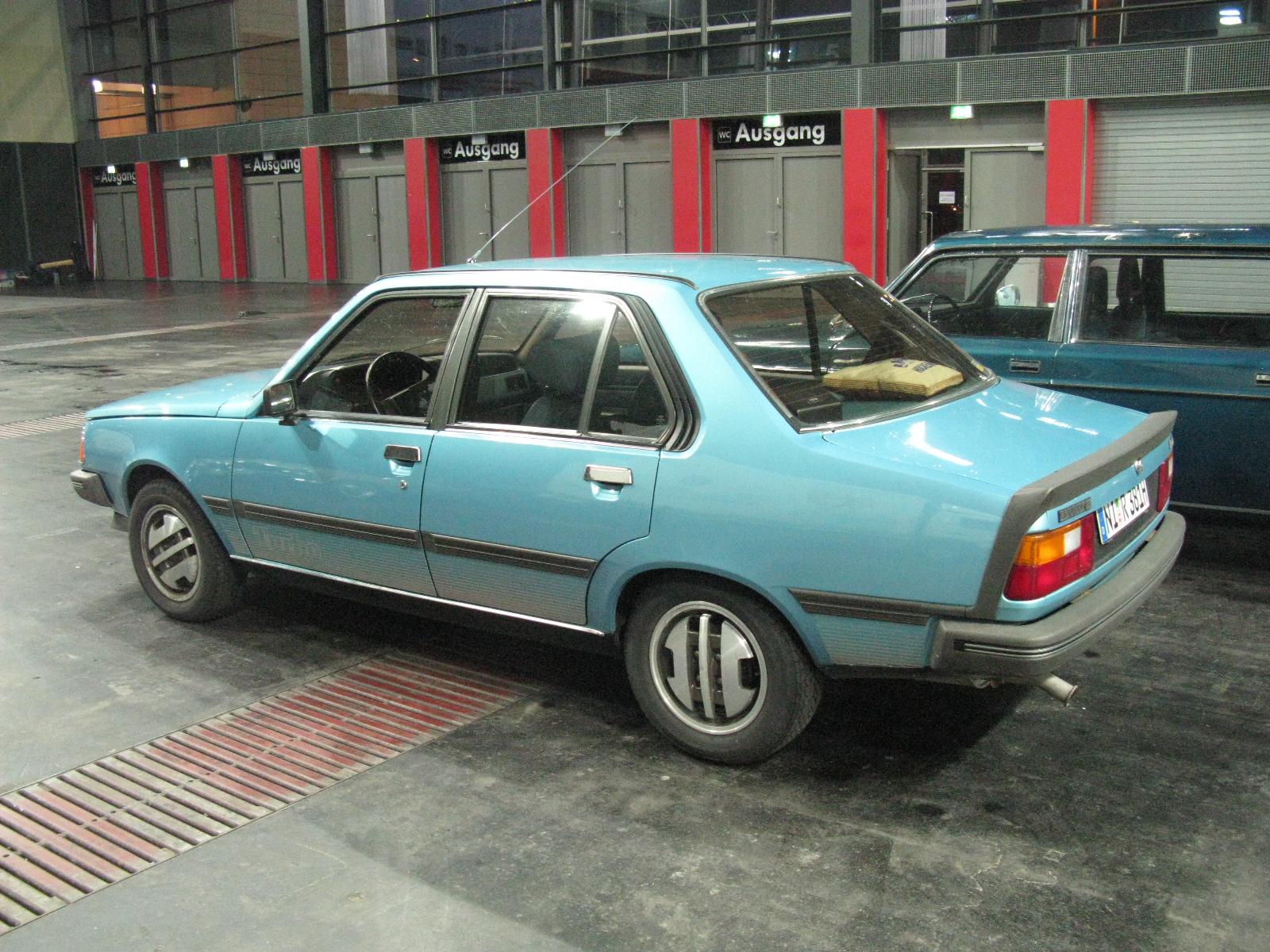
Renault 18 Turbo (1981)

Im Mai 1984 folgten als nächste Modifikationen ein geänderter Kühlergrill, eine überarbeitete Armaturentafel und die erneuerte Mittelkonsole aus dem Sportcoupé Fuego.
Im Herbst 1984 wurde das Motoren-Programm um eine zusätzliche Dieselvariante (R18 TD) mit gleichem Hubraum, aber mit Turbolader, ergänzt, die 65 kW (88 PS) leistete. Ab Sommer 1985 gab es den R18 TX Combi mit 2-Liter-Ottomotor, Katalysator und 77 kW (105 PS).
Im März 1986 wurde der Nachfolger Renault 21 vorgestellt. In Frankreich lief die Produktion noch bis Ende 1989. Der letzte R18 rollte 1994 in Argentinien vom Band.

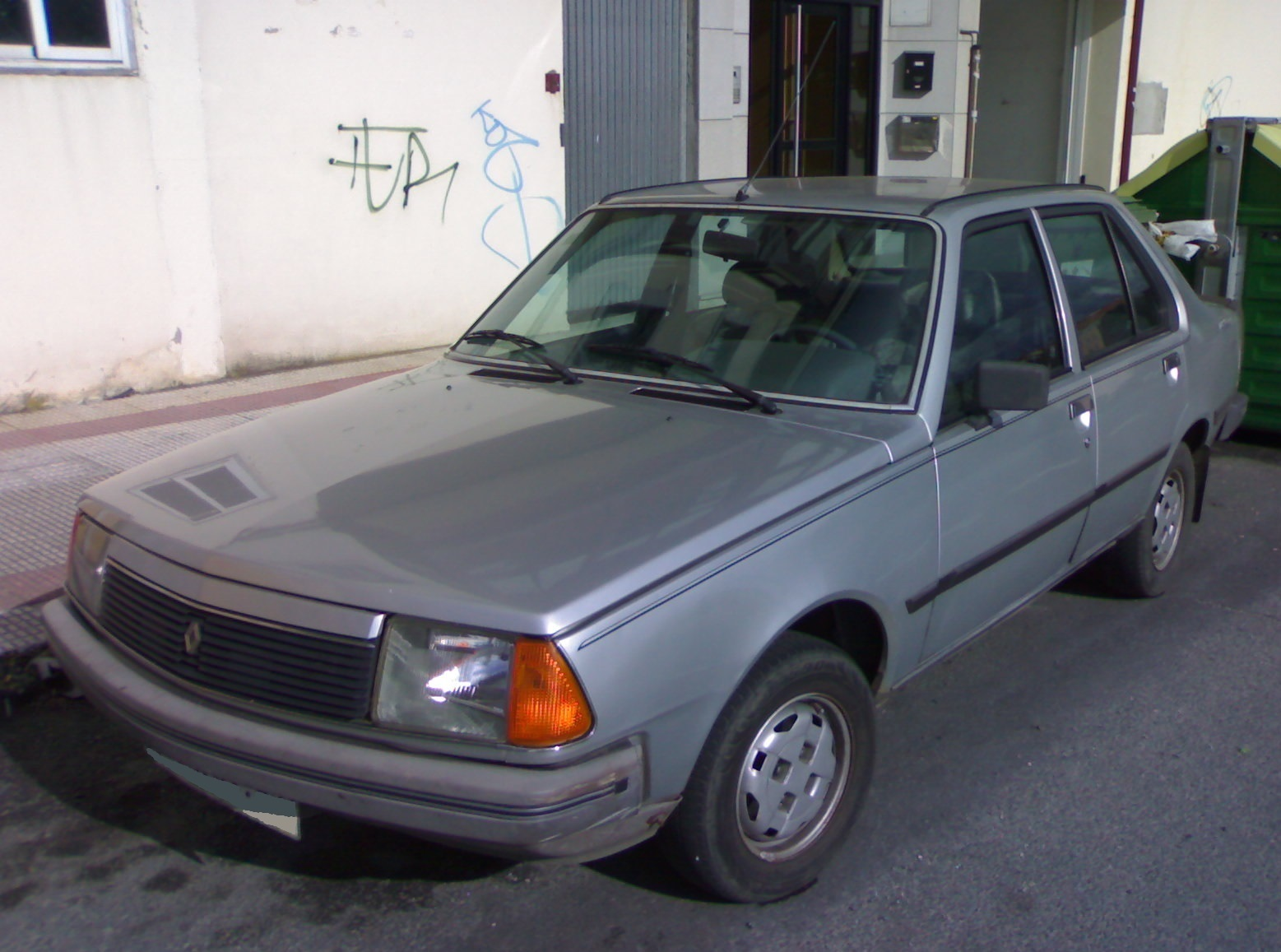
Renault 18 (1984–1986)
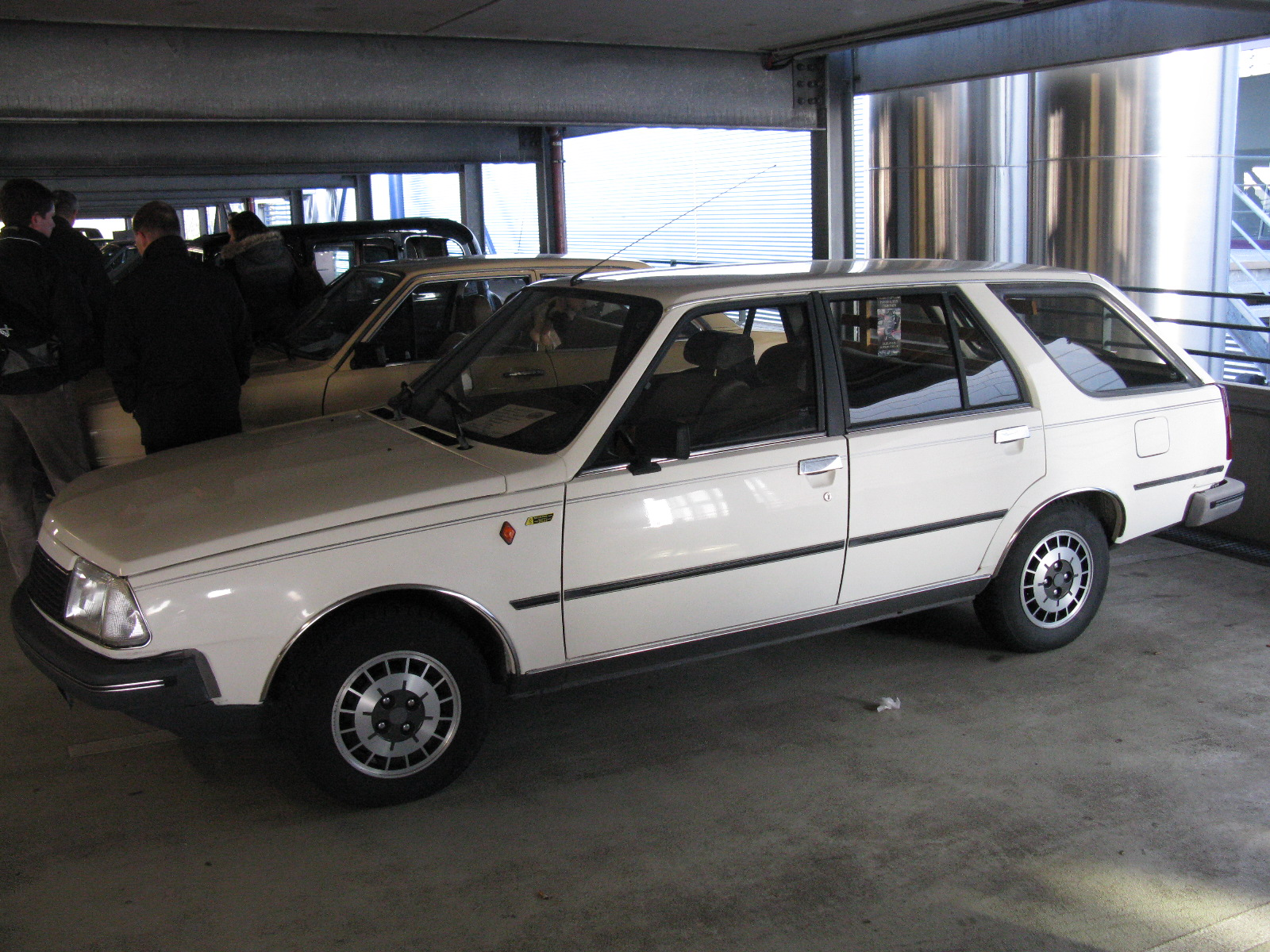
Renault 18 Combi (1984–1986)

Der R18 hatte ein sehr weich und komfortabel abgestimmtes Fahrwerk. Die Fertigungsqualität entsprach häufig nicht den Ansprüchen der Kunden, was bei jüngeren Modellen durch eine verbesserte Qualitätskontrolle verbessert wurde.
In Amerika wurde das Fahrzeug über den Kooperationspartner AMC mit allerdings nur mäßigem Erfolg als Renault 18i bzw. als Renault Sportwagon angeboten. Anfang 1987 wurde das amerikanische Modell durch den Eagle Medallion, eine amerikanische Version des R21, ersetzt.
Bei IMV Jugoslawien wurden 1980–1987 18714 Stück produziert.

## Turbomotor
Vor dem Erscheinen eines Turbomotors im R18 hatte Renault im R5 die Aufladung in die Serie eingeführt. Der Motorblock und der Zylinderkopf des R18 Turbo sind aus Leichtmetall gefertigt. Grundlage ist der im R16 eingeführte Motortyp Cléon-Alu, oder Typ A. Die Zündung war mit Klopfsensor elektronisch gesteuert. Renault entschied sich bei einem Hubraum von 1565 cm³ und einer Verdichtung von 8.6:1 für einen Garrett-Turbolader mit maximal 0.6 bar Überdruck und Ladeluftkühler, wobei die Gemischaufbereitung durch einen Druck-Vergaser vorgenommen wurde, der hinter dem Ladeluftkühler angeordnet war. Daher waren zum einen Maßnahmen für höheren Benzindruck nötig als auch für die Beschleunigungsanreicherung, für letzteres gab es zwei Systeme, wobei das eine ab 0,18 bar Überdruck und das zweite bei 0,45 bar Überdruck anspricht. Beim Renault 5 Alpine Turbo hatte man aus Kostengründen den Vergaser vor dem Turbolader angeordnet. Der Klopfsensor verstellt bei auftretendem Klopfen die Zündung für 15 Sekunden um vier Grad Kurbelwellenwinkel in Richtung spät. Wenn der Ladedruck 0,78 bar Überdruck überschreitet, wird die Zündung kurzzeitig unterbrochen.
Der Motor erreicht durch diese Aufladung ein maximales Drehmoment von 181 Nm bei einer für Ottomotoren vergleichsweise niedrigen Drehzahl von 2250/min. Es fällt bis 4000/min auch nur wenig unter 180 Nm ab. Die Leistung in der 1. Ausführung des Turbomotors lag bei 80 kW (109 PS) bei 5000/min. Die Beschleunigung von 0–100 km/h liegt bei 10 Sekunden, 400 m mit stehenden Start werden in 17,4 Sekunden durchfahren und die Höchstgeschwindigkeit ist mit 185 km/h angegeben. Nach einer Modellpflege leistete dieser Turbomotor 92 kW (125 PS).

## Sondermodelle
- 18 American (1983), Zweifarb-Lackierung in Silber/Schwarz, Heckspoiler, Chromleisten, Leichtmetallräder mit Reifen der Größe 155 SR 13 und Sportlenkrad. Der französische Comedian und Musiker Cartman hat 2014 unter dem Pseudonym Sébastien Patoche einen Song mit dem Titel La Renault 18 American auf seinem Album Look D'Enfer veröffentlicht.[5]